# Volo United Airlines 553
Il volo United Airlines 553 era un volo di linea passeggeri nazionale dall'aeroporto Nazionale di Washington-Ronald Reagan, Washington, all'aeroporto Eppley, Omaha, con scalo intermedio all'aeroporto di Chicago-Midway, Chicago, Stati Uniti d'America. L'8 dicembre 1972, un Boeing 737-222 operante il volo, nominato City of Lincoln e registrato N9031U, si schiantò durante una procedura di mancato avvicinamento mentre si avvicinava all'aeroporto Midway.
L'aereo precipitò in un quartiere residenziale, distruggendo cinque case; si sviluppò un incendio al suolo. 43 dei 61 a bordo dell'aereo e due a terra rimasero uccisi. Tra le vittime vi erano il membro del Congresso dell'Illinois George W. Collins e Dorothy Hunt, la moglie del cospiratore dello scandalo Watergate Everett. Howard Hunt. Questo è stato il primo incidente con vittime nella storia a coinvolgere un Boeing 737, che era entrato in servizio aereo quasi cinque anni prima nel febbraio 1968.

## L'aereo
Il velivolo coinvolto era un Boeing 737-222, marche N9031U, numero di linea 19069, numero di serie 75. Volò per la prima volta il 24 settembre 1968 e venne consegnato a United Airlines il 30 settembre. Era spinto da 2 motori turboventola Pratt & Whitney JT8D-7B. Al momento dell'incidente, l'aereo aveva circa quattro anni e aveva accumulato 7 247 ore di volo.

## L'equipaggio
L'equipaggio della cabina di pilotaggio era composto dal comandante Wendell Lewis Whitehouse (44 anni), dal primo ufficiale Walter O. Coble (43) e dal secondo ufficiale Barry J. Elder (31). Il comandante, un pilota di grande esperienza con circa 18 000 ore di volo al suo attivo, lavorava nella compagnia aerea dal 1956 e aveva registrato più di 2 400 ore di volo nei Boeing 737. Il primo ufficiale Coble aveva più di 10 600 ore di volo (quasi 1 700 ore sui Boeing 737) al suo attivo e il secondo ufficiale Elder aveva 2 700 ore di volo, di cui quasi 1 200 sui Boeing 737.

## L'incidente
L'incidente avvenne mentre l'aereo si stava dirigendo verso nord-ovest per atterrare sulla pista 31L dell'aeroporto di Midway. L'area era coperta da un fitto strato di nubi in quel momento: un pilota che era atterrato su quella pista immediatamente dopo l'incidente in seguito riferì che l'aeroporto era solo visibile sotto i 150–180 m (500-600 piedi) AGL. Il volo 553 era in volo strumentale, autorizzato dal controllo del traffico aereo alle 14:24 CST per un avvicinamento non di precisione.
L'avvicinamento tramite localizzatore per la pista 31L utilizzava un Outer Marker Beacon (OMB) denominato "Kedzie", situato a 3,3 miglia nautiche (6,1 km) prima della testata della pista. In base alle procedure di atterraggio pubblicate, l'aereo avrebbe dovuto mantenere un'altitudine minima di 1 500 piedi (460 m) fino al superamento dell'OMB; a quel punto, il volo sarebbe potuto scendere all'altitudine minima di discesa (MDA) di 1 040 piedi (320 m). Le procedure pubblicate e i piloti che operano secondo le regole del volo strumentale usano il livello medio del mare (MSL) come punto di riferimento per misurare l'altitudine; all'aeroporto Midway, un'altitudine di 1 040 piedi (320 m) MSL corrispondeva a un'altezza effettiva sopra il livello del suolo (AGL) di 429 piedi (131 m).
Quando il volo 553 raggiunse l'OMB "Kedzie", l'aereo era ancora a un'altitudine di 2 200 piedi (670 m) MSL, ben 700 piedi (210 m) sopra l'altitudine minima di attraversamento di 1 500 piedi (460 m) MSL, 1 160 piedi (350 m) sopra l'altezza alla quale deve essere presa la decisione di atterrare. Rendendosi conto che l'aereo era troppo alto, il comandante estese gli spoiler e aumentò la velocità di discesa dell'aereo a 1 550 piedi (470 m) al minuto (molti di più rispetto ai 1 000 piedi (300 m) al minuto specificati da United Airlines per il segmento finale di un avvicinamento non di precisione; velocità tipiche di avvicinamento di precisione sono 600-700 piedi (180–210 m) al minuto). L'aereo continuò a scendere a una velocità di 1 500 piedi (460 m) al minuto, uscendo dalle nuvole a 500 piedi (150 m) dal suolo, fino a raggiungere la sua quota di livellamento alla MDA. Il comandante livellò l'aereo e aumentò la potenza dei motori, ma non fece avanzare completamente le manette. Con gli spoiler ancora estesi, la spinta non era sufficiente per mantenere il volo livellato senza perdere velocità. Lo stick shaker, un dispositivo di avvertimento di stallo aerodinamico presente nella barra di comando dei piloti, si attivò 6-7 secondi dopo il livellamento dell'aereo e continuò a risuonare mentre il 737 entrava in stallo.
L'aereo colpì alcuni alberi e poi i tetti lungo la 71ª strada prima di schiantarsi contro una casa al 3722 W. 70th Place, 3 km a sud-est della pista, in una zona residenziale della comunità della città di West Lawn, a un isolato e mezzo a ovest di Marquette Park.
Persero la vita tutti e 3 i piloti, insieme a 40 dei 55 passeggeri. Lo schianto distrusse cinque case e ne danneggiò altre tre, provocando la morte di due persone a terra. I sopravvissuti raccontarono le azioni eroiche delle assistenti di volo che li aiutarono a uscire da un buco nella parte posteriore della fusoliera dell'aereo.

## Le indagini

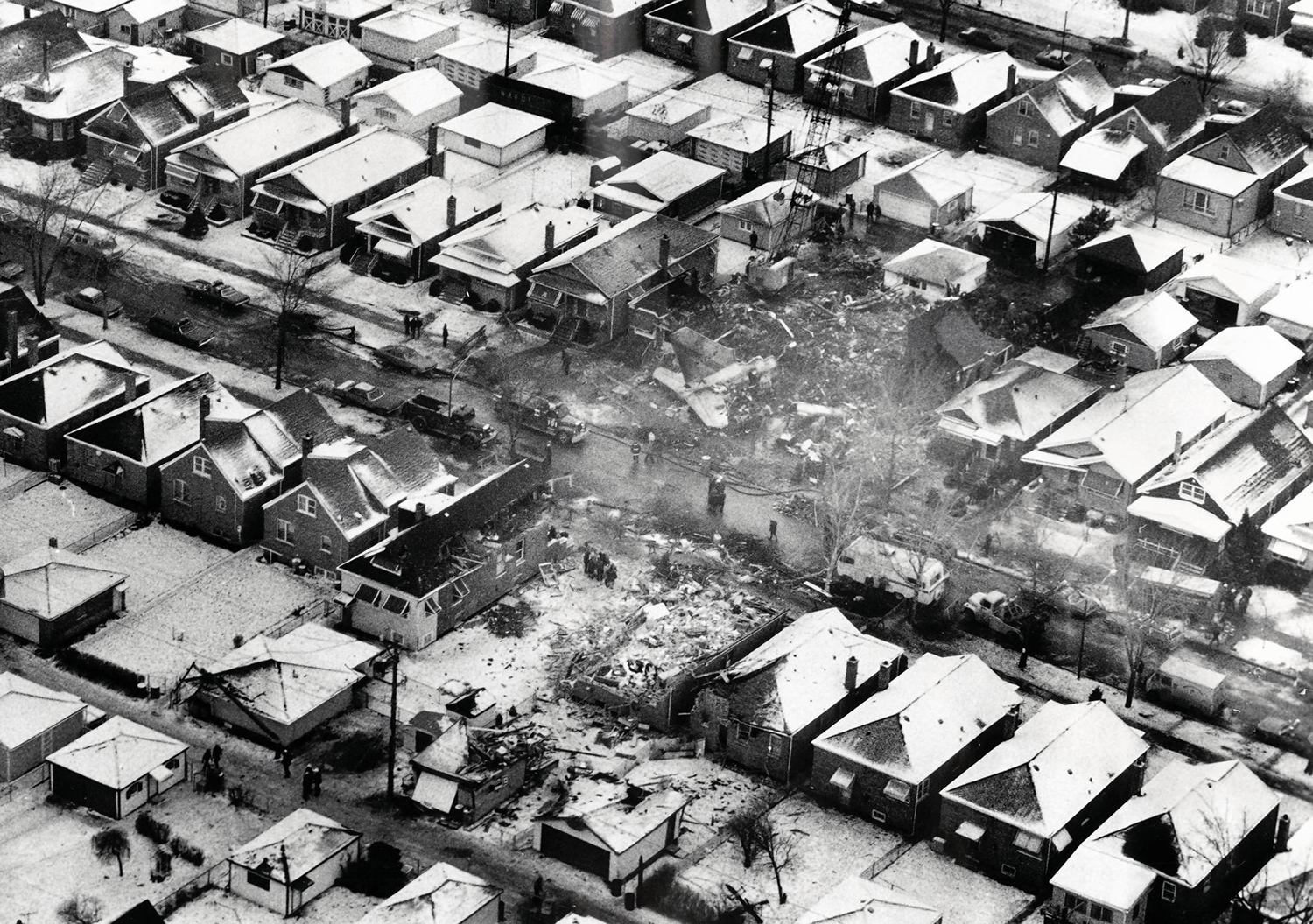
Il sito dello schianto visto dall'alto.

Il National Transportation Safety Board (NTSB) venne informato dell'incidente alle 14:40 CST e inviò immediatamente una squadra investigativa sul posto. Agenti del Federal Bureau of Investigation (FBI) arrivarono sulla scena circa 45 minuti dopo lo schianto, prima degli investigatori dell'NTSB.
Il Flight Data Recorder (FDR) a bordo dell'aereo non funzionava al momento dell'incidente a causa di un guasto meccanico. Fortunatamente, il sistema ARTS-III (Automated Terminal Radar Services) presso il vicino aeroporto di Chicago-O'Hare era in funzione al momento dell'incidente e salvò i dati registrati dal transponder su nastro magnetico. I nastri vennero analizzati estensivamente e confrontati con i dati del profilo di volo del Boeing per sviluppare rotta, velocità, e altitudine dell'aereo mentre si avvicinava a Chicago Midway. Il sistema aveva seguito il volo 553 da una posizione di 89 chilometri a est del sito dell'antenna fino a raggiungere il luogo dello schianto.
Il Cockpit Voice Recorder (CVR) funzionava normalmente e il nastro in quella "scatola nera" venne ritrovato relativamente intatto, il che consentì all'NTSB di sequenziarlo a tempo con le letture dell'ARTS-III. L'NTSB fu quindi in grado di determinare la potenza dei motori, in un dato momento, con l'analisi del suono del nastro del CVR. Quella correlazione, CVR con ARTS-III, permise all'NTSB di ricostruire le prestazioni del volo e di determinare che lo stick shaker risuonò per la prima volta da 6 a 7 secondi dopo che l'aereo si era stabilizzato a 1 000 piedi (300 m) MSL (380 piedi (120 m) AGL) e continuò fino all'impatto con il suolo.
Non venne trovata alcuna prova di sabotaggio. Il rapporto dell'NTSB descriveva le ferite delle vittime con estremo dettaglio; gli investigatori trovarono questo "necessario" a causa delle accuse "iniettate nella pubblicità che circondava l'incidente". La conclusione ufficiale del Board sulla probabile causa dell'incidente fu un'errata gestione del volo da parte del comandante. La sezione "Analisi" del rapporto si conclude con un paragrafo che sottolinea che la sequenza dell'incidente iniziò da quella mancanza, e "ribadisce la sua [dell'NTSB] preoccupazione spesso espressa per l'apparente mancanza di coordinamento dell'equipaggio e disciplina nella cabina di pilotaggio durante gli avvicinamenti non di precisione". Continuava facendo un confronto con l'allora recente atterraggio duro della Eastern Air Lines a Fort Lauderdale e con l'incidente della Southern Airways a Huntington Tri-State, e rimandava il lettore alla relazione sull'incidente della Southern Airways, il volo Southern Airways 932, che citava integralmente un Bollettino della FAA che sollevava questioni di formazione e cultura.
Il CVR mostrò una discussione in cabina di pilotaggio sul mancato funzionamento del registratore dei dati di volo; questo fu un fattore distrattivo per i piloti.
Alle 14:27, la lista di controllo della fase finale dell'avvicinamento fu completata e il primo ufficiale disse al comandante "mille piedi", apparentemente in riferimento all'altitudine dell'aereo che aveva raggiunto i 300 metri MSL, un'altezza di soli 380 piedi (120 m) dal suolo dal punto di impatto finale. Secondo le procedure della compagnia aerea, il primo ufficiale avrebbe dovuto monitorare gli strumenti e dichiarare la conformità al profilo di discesa ogni 100 piedi (30 m). Una procedura simile avrebbe dovuto essere effettuata ad un'altezza dal suolo di 1000 piedi, ma venne omessa. L'impatto al suolo avvenne alle 14:28.
L'NTSB cercò di capire come fosse avvenuta la rapida discesa. Dagli studi sulle prestazioni e dai test del simulatore era chiaro che l'aereo era in una configurazione ad alta resistenza, piuttosto che una qualsiasi delle configurazioni di avvicinamento specificate dalla compagnia aerea, e il Board concluse che il volo 553 aveva il carrello di atterraggio abbassato, i flap a 30 gradi e gli spoiler estesi. L'indicatore di stato degli spoiler sarebbe quindi dovuto essere di colore verde: la stessa indicazione che viene mostrata quando essi sono retratti ma pronti a schierarsi automaticamente all'atterraggio; questo potenzialmente fuorviò il primo ufficiale durante l'esecuzione della lista di controllo della parte finale della discesa. Era quindi probabile che, quando il comandante aveva tentato di stabilizzare il 737, non era riuscito a ritirare immediatamente gli spoiler. L'aereo perse velocità ed entrò in stallo.
Per coincidenza, il controllore del traffico aereo decise che la separazione tra il volo 553 e l'aereo più lento che lo precedeva in avvicinamento alla pista non era più sufficiente e istruì il volo 553 di effettuare una procedura di mancato avvicinamento. Questa istruzione venne ricevuta dalla radio del 553 quando iniziò l'avviso di stallo dell'aereo.
L'errore finale fu un ritiro inappropriato dei flap, da 30 gradi a 15 gradi, mentre la velocità dell'aereo era ancora troppo bassa e gli spoiler erano ancora estesi. I flap-15 era la configurazione corretta per il go-around, ma non con gli spoiler estesi; e la retrazione dei flap con lo stick shaker attivo non fu una procedura corretta, poiché l'estensione dei flap consente di ridurre la velocità minima per rimanere sospesi in volo.

## Teorie cospirazioniste
La morte di Dorothy Hunt portò l'incidente a rimanere coinvolto in voci e teorie cospirazioniste relative allo scandalo Watergate in corso. Hunt trasportava 10 000$ in banconote da 100$ quando l'aereo si schiantò, e alcuni sostenevano che questo denaro fosse destinato a persone collegate al Watergate. James McCord affermò che Hunt forniva agli imputati del Watergate denaro per le spese legali. Anche l'apparizione dell'FBI sulla scena dell'incidente venne considerata da alcuni come insolitamente veloce. Gli scettici della narrativa ufficiale ipotizzarono che l'aereo fosse stato preso di mira a causa della presenza di Hunt a bordo e che il sabotaggio del volo fosse stato coperto dalle agenzie governative. Di conseguenza, l'incidente divenne noto come "l'incidente del Watergate".
I sostenitori delle teorie relative al Watergate includevano Sherman Skolnick, un investigatore privato con sede a Chicago, che affermò che l'aereo era stato sabotato dalla CIA. Il 13 giugno 1973, Skolnick testimoniò in un'udienza dell'NTSB a Rosemont, Illinois, e affermò che l'FBI, il Columbia Broadcasting System, la United Airlines, i controllori del traffico a Midway e la stessa NTSB avevano cospirato in un complotto per sabotare il volo perché 12 dei suoi passeggeri avevano collegamenti con il Watergate. I funzionari della United Airlines chiesero all'NTSB di poter ascoltare la versione di Skolnick perché aveva spesso accusato che la compagnia fosse tra coloro che avevano tentato di opprimere la sua spiegazione degli eventi. Disse che Hunt trasportava 2 milioni di $ in assegni di viaggio e vaglia rubati dal Comitato per la rielezione del presidente, 50 000$ in valuta e documenti che potrebbero aver portato all'impeachment del presidente Richard Nixon. Affermò che un sicario, che Nixon aveva messo a bordo dell'aereo per assicurarsi che Hunt fosse ucciso, morì anch'esso nello schianto. Il Chicago Tribune affermò che Skolnick "ha unito decine di fatti e ipotesi in modo approssimativo" e "nessuna documentazione è stata prodotta per comprovare le accuse".
L'affermazione della responsabilità della CIA venne ripresa dal consigliere speciale di Nixon Chuck Colson in un'intervista con la rivista Time nel 1974. Tuttavia, lo stesso articolo ipotizzava che Colson stesse accusando la CIA dell'ampia cospirazione del Watergate nel disperato tentativo di scongiurare l'impeachment di Nixon nello scandalo, e che Colson potesse aver "perso il contatto con la realtà" mentre rischiava una pena detentiva.